# Нюма Патлажан
Нюма Патлажан (книжкову графіку підписував іменем Нухем-Бер Патлажан, також відомий як Наум Патлажан, фр. Numa Patlagean; 24 грудня 1888 (6 січня 1889), Кишинів, Бессарабська губернія — 1961, Антіб, Франція) — французький скульптор.

## Біографія
Нюма Патлажан народився у Кишиневі в 1888 році. Навчався у міській художній школі по класу скульптури у В. Ф. Окушко. Батько майбутнього скульптора — Герш Дувидович Патлажан (1859-1933), торговець цементом — постраждав і осліп під час єврейського погрому в жовтні 1905 року, після чого Науму Патлажану довелося залишити навчання. У 1910-е роки займався книжковою ілюстрацією і співпрацював з кишинівським дитячим видавництвом «Фар ундзере кіндер» (ідиш: для наших дітей), яким керував Нохем Штиф. У 1912 році створив погруддя Шолом-Алейхема.
Навчався в майстерні Арістида Майоля в Парижі. Персональні виставки пройшли в Парижі у 1920 році і у Нью-Йорку в 1929 році (індивідуально — з 9 березня в галереї Bourgeois, до 5 грудня у Sterner's Galleries, з Георгом Кольбе 19 грудня 1929 — 20 січня 1930). Серед іншого представив бюсти А. Ф. Керенського, П. Н. Мілюкова, О. Уайлда, композиторів Р. Малера і Реджинальда де Ковена (Reginald De Koven). У 1924 році виконав скульптурний надгробок діалектолога, абата Жана-П'єра Руссело (фр.) на цвинтарі Пер-Лашез.
У 1939 році склав іспит в одній з паризьких масонських лож. Був президентом Секції естетики Товариства вивчення людських форм. З початком Другої світової війни виїхав з дружиною до США, під кінець життя повернувся до Франції.

## Родина
- Дружина (з 1919 року) — художник і скульптор Інгрід Патлажан (фр. Ingrid Märta Sofia Patlagean, уроджена Ардаль — швед. Ingrid Ardahl, 1890-1980), брала участь у спільних виставках з чоловіком.[15][16]
- Брати — художники Олександр Патлажан і Габріель Патлажан (Спат, фр. Gabriel Spat; 1890-1967), автор альбому «Vedettes mondiales de l écran» (1923).[17][18]